# Беловское сельское поселение (Белгородская область)
Беловское сельское поселение — муниципальное образование Белгородского района Белгородской области России с центром в селе Беловское.

## География

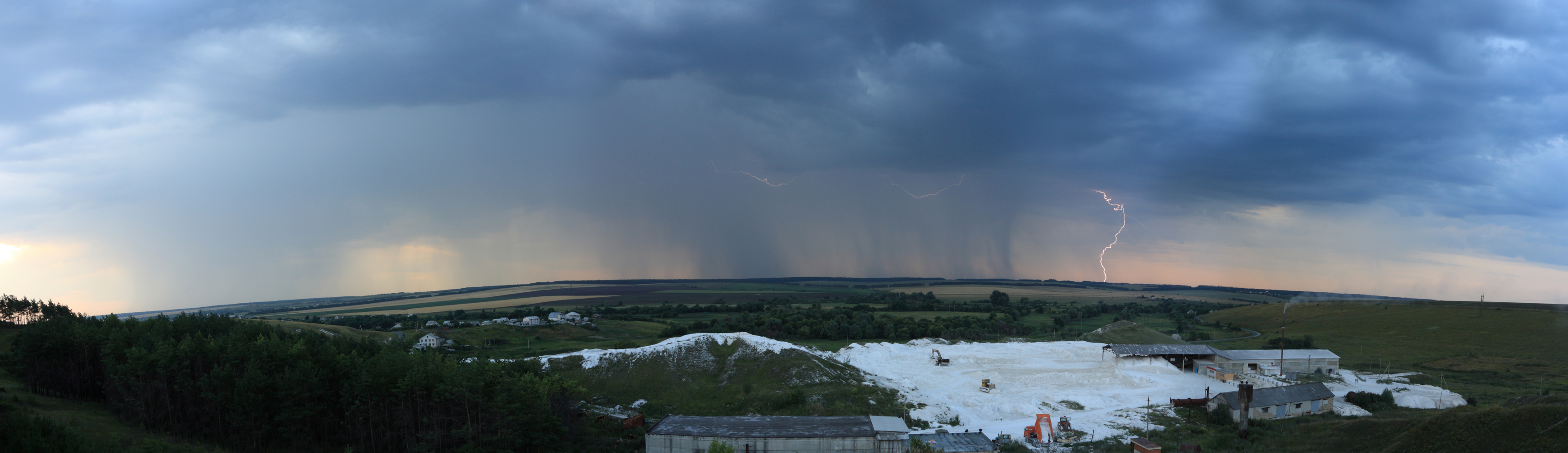
Беловский пейзаж в грозу

Беловское сельское поселение с восточной стороны граничит с Шебекинским районом, с севера — с Корочанским районом.
Через поселение протекает река — Разумная.

## Население
| 2010  | 2011  | 2012  | 2013  | 2014  | 2015  | 2016  | 2017  | 2018  |
| ----- | ----- | ----- | ----- | ----- | ----- | ----- | ----- | ----- |
| 3052  | ↗3054 | ↗3211 | ↗3447 | ↗3679 | ↘3634 | ↗3708 | ↘3697 | ↗3736 |
| 2019  | 2020  | 2021  |       |       |       |       |       |       |
| ↗3983 | ↗4164 | ↗6058 |       |       |       |       |       |       |

## Состав сельского поселения
| № | Населённый пункт | Тип населённого пункта       | Население |
| - | ---------------- | ---------------------------- | --------- |
| 1 | Беловское        | село, административный центр | ↗3141     |
| 2 | Мясоедово        | село                         | ↗464      |
| 3 | Севрюково        | село                         | ↗386      |
| 4 | Ястребово        | село                         | ↗162      |

## Экономика
В настоящее время на территории Беловского сельского поселения находится 2-е отделение ОАО «Агро-Сады». Учредитель холдинга — ЗАО «Трансюжстрой». Основное направление этого хозяйства — производство молока.
Также на территории поселения располагается филиал ОАО "Юго-Запад «Транснефтепродукт» ЛПДС, которое находится в ведомстве Министерства промышленности и энергетики. Вид деятельности данного предприятия — трубопроводный транспорт для нефтепродуктов, оказание услуг по хранению и розливу нефтепродуктов.
На территории имеется 915 подворий и 8 фермерских хозяйств, 9 двухэтажных домов и 3 трехэтажных дома.